# Galerie Nationale du Jeu de Paume
Galerie nationale du Jeu de Paume är ett museum med modern konst i Tuilerieträdgården i Paris. 
Museets byggnad är det gamla bollhuset som byggdes av Napoleon III 1861 och där man spelade real tennis, på franska jeu de paume. Här öppnades 1947 ett museum för impressionistisk konst som en avdelning av Louvren. Samlingen blev överförd 1986 till det nya Musée d'Orsay och Jeu de Paume visar nu modern konst sedan 1991 och  sorterar fortfarande under Louvren.

## Bildgalleri

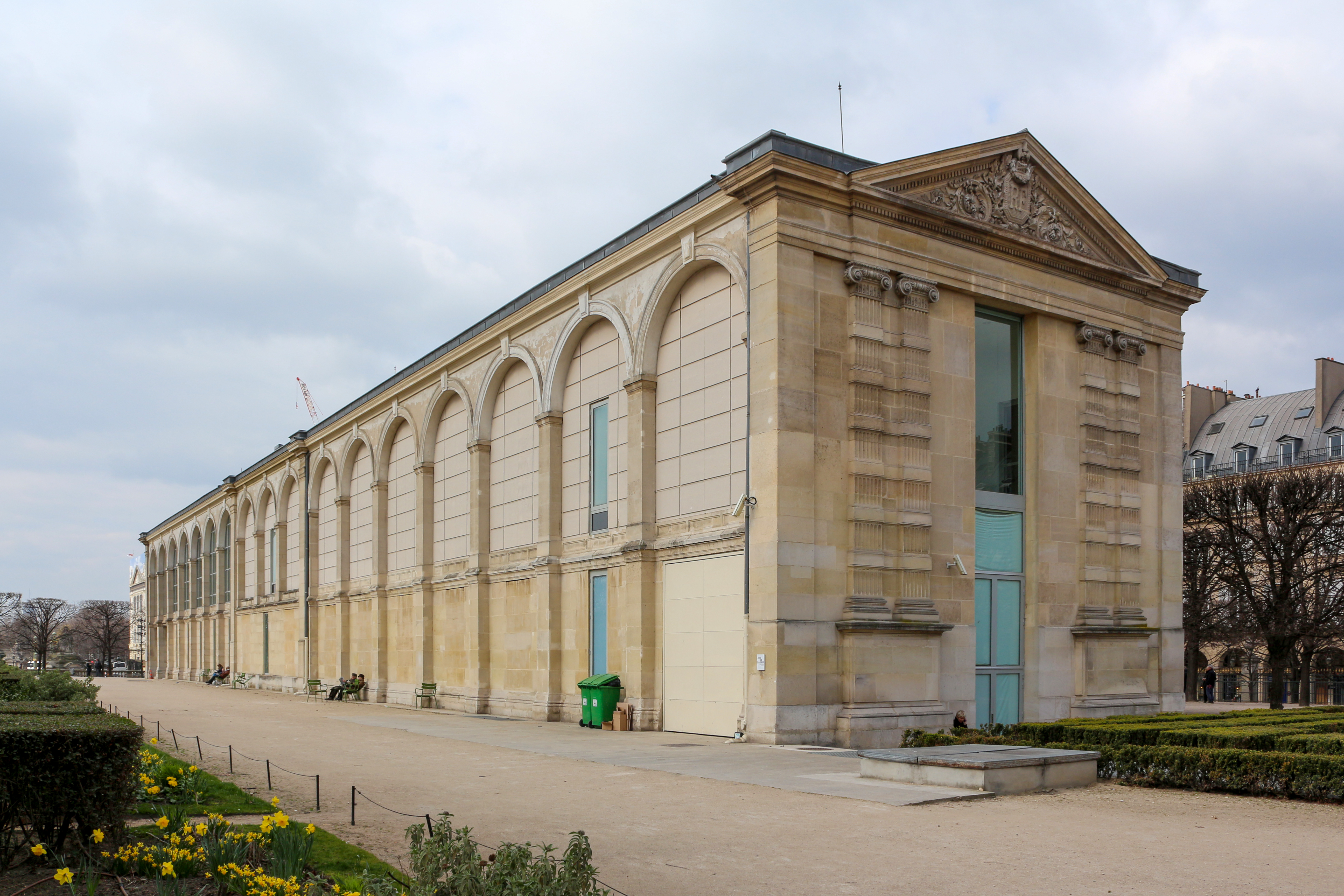
Baksidan av byggnaden
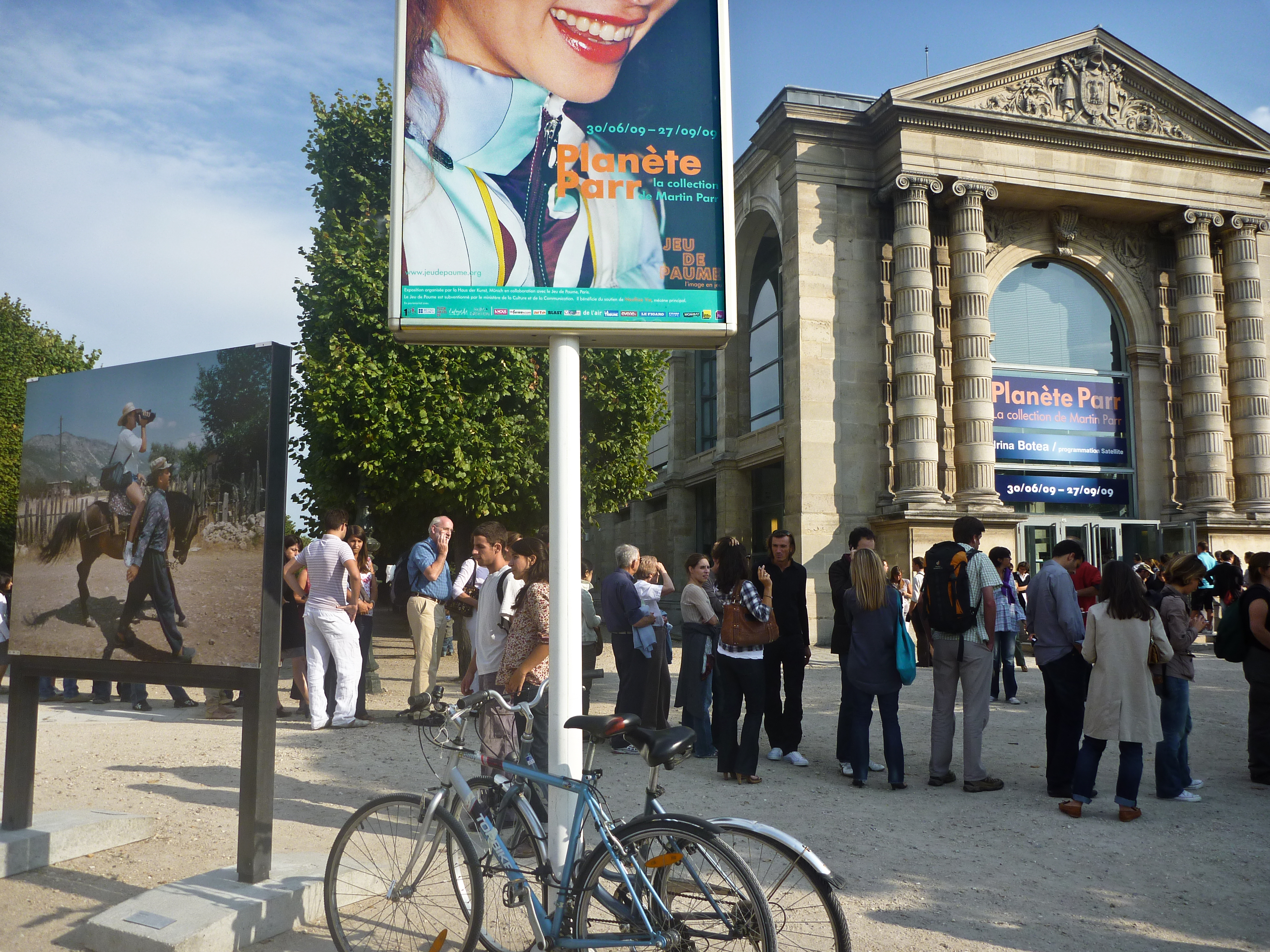
Kö till en utställning, 2009
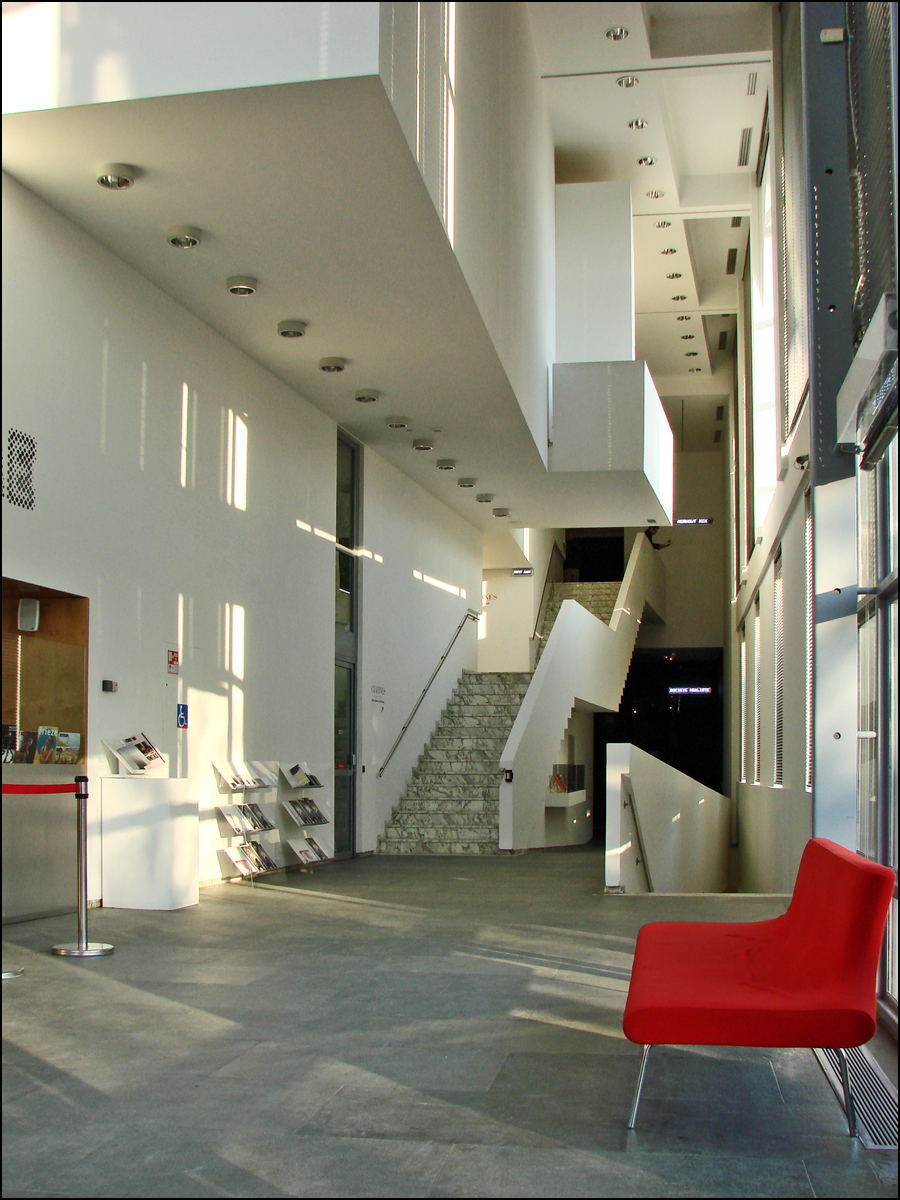
Museets foajé
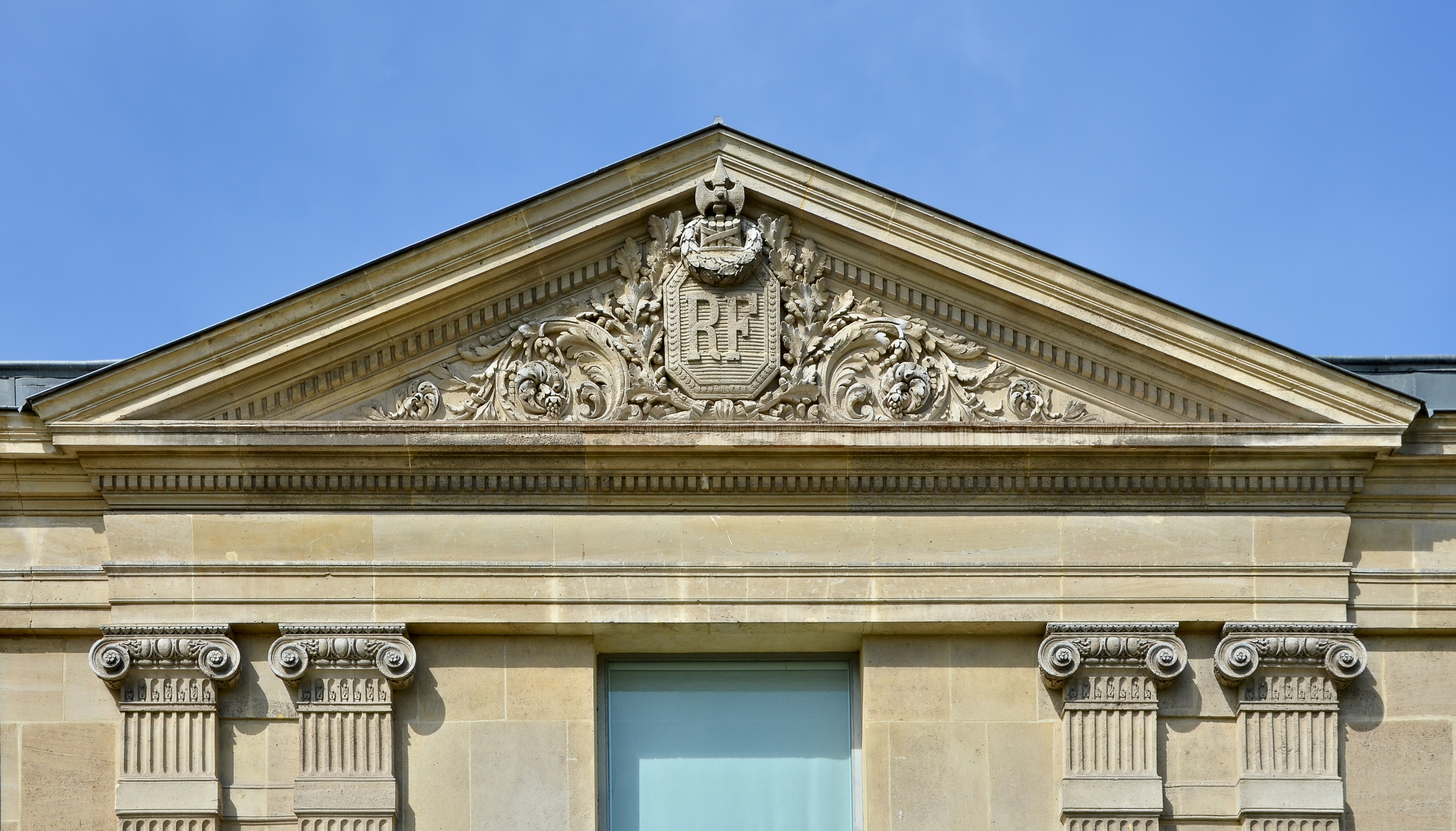
Frontespis